# Чатра (город)
Чатра (англ. Chatra, хинди चतरा) — город и муниципалитет на севере индийского штата Джаркханд. Административный центр округа Чатра.

## География
Расположен примерно в 140 км к северо-западу от столицы штата, города Ранчи, на высоте 426 м над уровнем моря.

## Население
Население города по данным переписи 2001 года насчитывало 41 990 человек, из них 22 331 мужчина и 19 659 женщин. 27 409 человек были грамотными (65,3 %).

## Транспорт
В Чатре пересекаются национальные шоссе № 99 и № 100.